# Luigi Maglione
Luigi Maglione, né le 2 mars 1877 à Casoria (Italie), et mort le 22 août 1944 à Casoria (Italie), est un cardinal italien de l'Église catholique romaine.

## Biographie
Ordonné prêtre en 1901, Luigi Maglione exerce son ministère dans l'archidiocèse de Naples puis dans le diocèse de Rome, où il est également professeur à l'Académie pontificale ecclésiastique. En 1918, le pape Benoît XV le fait son représentant personnel auprès des instances de la Société des Nations.
Le 1er septembre 1920, il est élu archevêque titulaire de Césarée-en-Palestine et est consacré le 26 septembre par le cardinal-prêtre de San Lorenzo in Lucina Pietro Gasparri avec comme co-consécrateurs Bonaventura Cerretti et Lorenzo Schioppa (en). Il est nommé nonce apostolique en Suisse, puis en France de 1926 à 1936.
Le pape Pie XI le crée cardinal lors du consistoire du 16 décembre 1935, avec le titre de cardinal de Santa Pudenziana. Il quitte peu après son poste diplomatique à Paris. Le cardinal Maglione est ensuite nommé préfet de la Congrégation du concile en juillet 1938. 
Il participe au conclave de mars 1939 lors duquel Pie XII est élu. Le cardinal Maglione est peu après nommé cardinal secrétaire d'État par le nouveau pape tout en occupant les fonctions de grand chancelier de l'Institut pontifical pour l'archéologie chrétienne, qu'il occupera jusqu'à sa mort.
Le cardinal Maglione soutient fermement l'attitude du pape Pie XII durant la Seconde Guerre mondiale. Le bilan de son action figure dans les onze volumes des Actes et documents du Saint-Siège relatifs à la Seconde Guerre mondiale.
Après la mort du cardinal, le pape ne lui donne pas de successeur et assume la charge de secrétaire d'État avec deux assistants.

## Succession apostolique
Luigi Maglione a ordonné les évêques suivants :
- Évêque Joseph Ambühl (de) (1925)
- Archevêque Rémy-Louis Leprêtre (en), O.F.M. (1936)
- Cardinal Giuseppe Beltrami (1940)
- Archevêque Joseph Patrick Hurley (en) (1940)
- Archevêque Giuseppe Misuraca (en) (1941)